# 23245 Fujimura
23245 Fujimura è un asteroide della fascia principale. Scoperto nel 2000, presenta un'orbita caratterizzata da un semiasse maggiore pari a 2,2985327 UA e da un'eccentricità di 0,1532550, inclinata di 1,62380° rispetto all'eclittica.